# Pauline Palmer
Pauline Palmer, geboren Lennards  (McHenry, Illinois, 1867 – Trondheim, Noorwegen, 15 augustus 1938), was een Amerikaans kunstschilderes. Ze wordt gerekend tot het impressionisme.

## Leven en werk
Palmer was de dochter van Duitse immigrantenouders. In 1891 huwde ze de arts Albert Palmer. Gestimuleerd door haar intellectuele familie koos ze voor een carrière in de kunst en studeerde van 1892 tot 1898 aan het Art Institute of Chicago, onder William Merritt Chase en Frank Duveneck. Reeds in 1893 stelde ze haar eerste werk tentoon tijdens The Chicago World's Fair. In 1900 ging ze naar Parijs en bezocht de Académie de la Grande Chaumière en de Académie Colarossi, waar ze onder andere les kreeg van Lucien Simon en Richard Edward Miller. In deze periode maakte ze ook diverse studiereizen door Europa en schilderde onder andere ook in Pont-Aven en Giverny. Ze exposeerde meerdere malen in de Parijse salon. Terug in de Verenigde Staten vestigde ze zich in 1902 in Chicago, waar ze een studio opende in het bekende 'Tree Studio Building'. Samen met haar man kocht ze een tweede huis en studio in het vissersdorp Provincetown, op het schiereiland Cape Cod, waar ze in de zomers schilderde.
Palmer hield haar leven lang vast aan de impressionistische stijl die ze zich in Parijs had eigen gemaakt. Alleen aan het eind van haar carrière maakte ze wat uitstapjes naar een modern realistische stijl, die aan de nieuwe zakelijkheid doen denken. Ze koos overwegend voor portretten, landschappen en gezichten op Provincetown. Ze ageerde regelmatig tegen het modernisme dat aan het begin van de twintigste eeuw in zwang raakte.
Palmer had als schilderes een hoge productie en bleef haar leven lang veelvuldig exposeren, tussen 1898 en 1938 alleen al met ongeveer 250 schilderijen bij het ‘Art Institute of Chicago’. In dezelfde periode dat in Chicago de modernistische Armory Show plaatsvond hield ze zelf een grote solo-expositie, 'om tegenwicht te bieden'. Ze werd meermaals onderscheiden. Daarnaast was ze erg actief in diverse kunst- en cultuurorganisaties en was president van zowel de 'Chicago Society of Artists' als de 'Chicago Association of Painters and Sculptors'. Vaak werd ze 'Chicago's Painter Lady' genoemd.
In 1938 nam Palmer deel aan een artiestenreis door Engeland en Scandinavië en kreeg plotseling longontsteking te Trondheim, in Noorwegen. Daar overleed ze kort daarna op 71-jarige leeftijd. Een grote collectie van haar werk is te zien in het ‘Art Institute of Chicago’, maar ook veel andere Amerikaanse musea bezitten werk van haar.

## Galerij

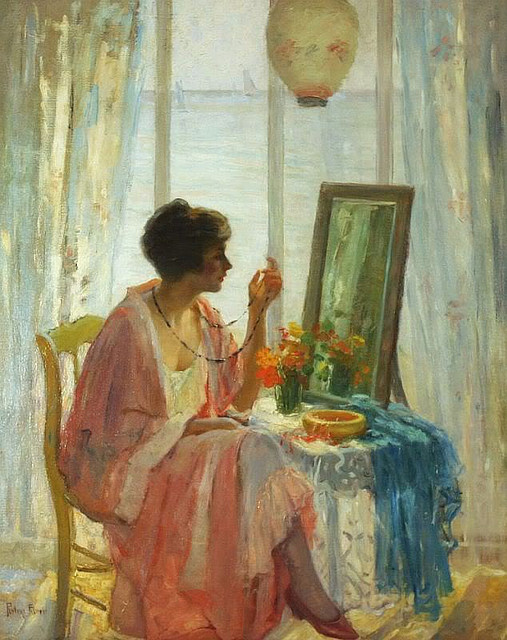
The Morning Sun
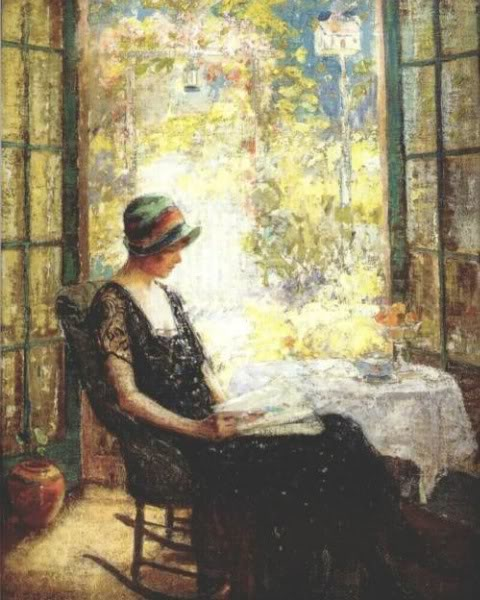
From my Studio Window
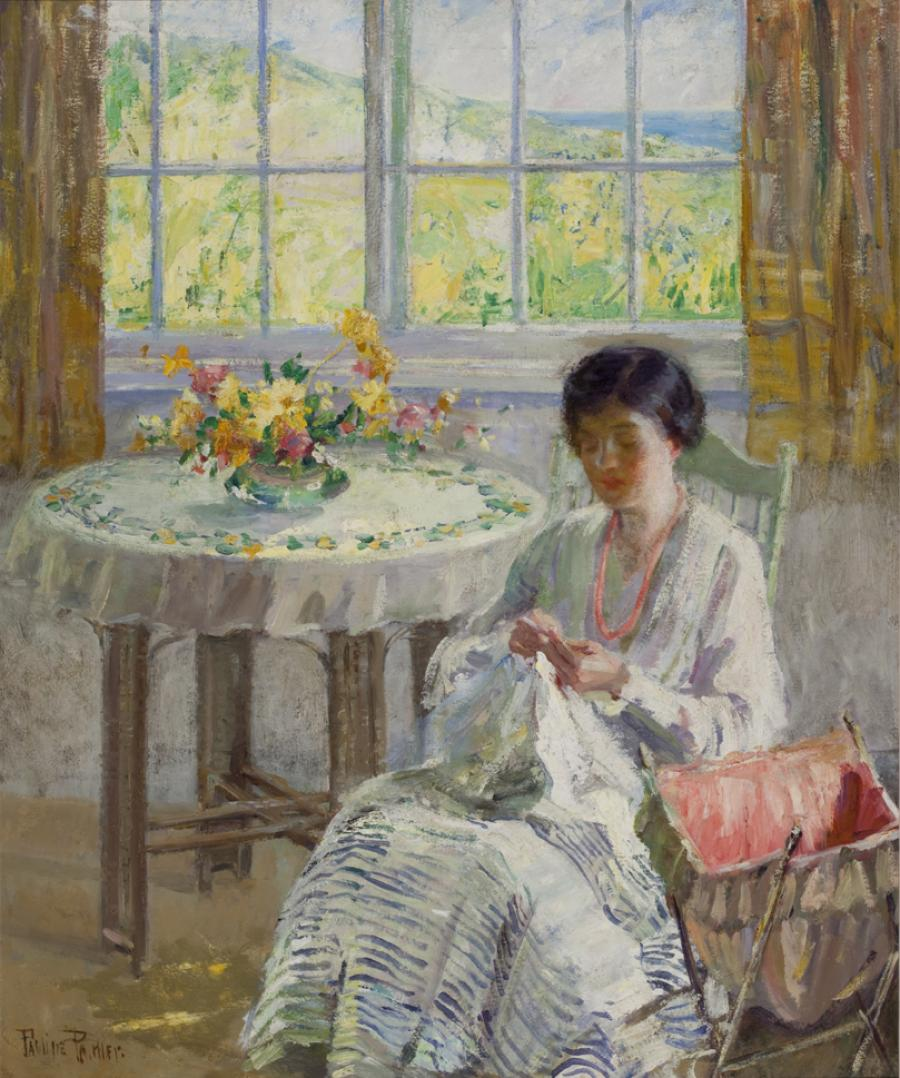
Sewing
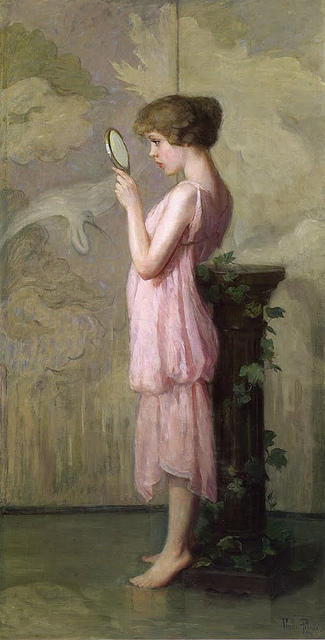
Patsy
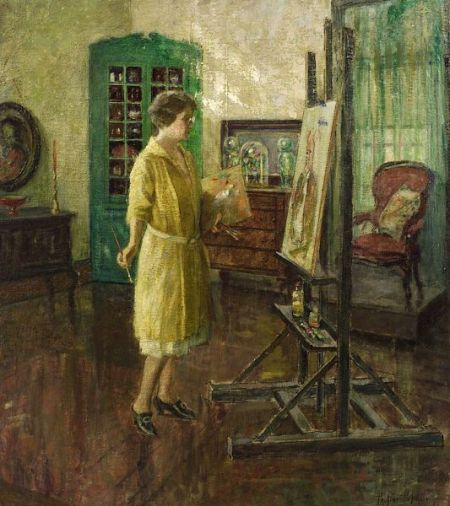
Selfportrait in the Studio
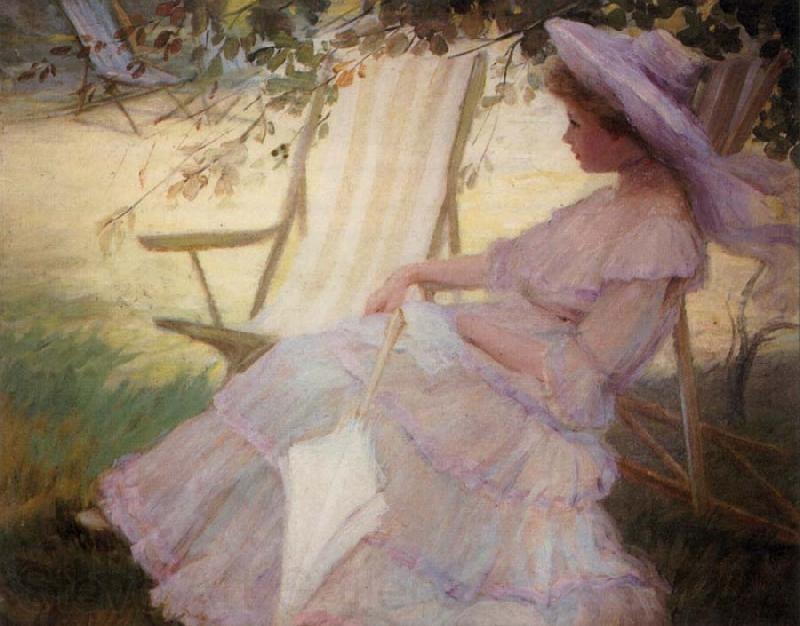
Thougtfull Interlude
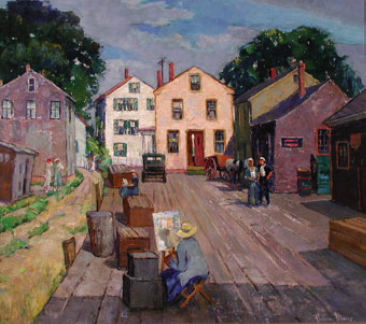
Lumber Wharf, Provincetown
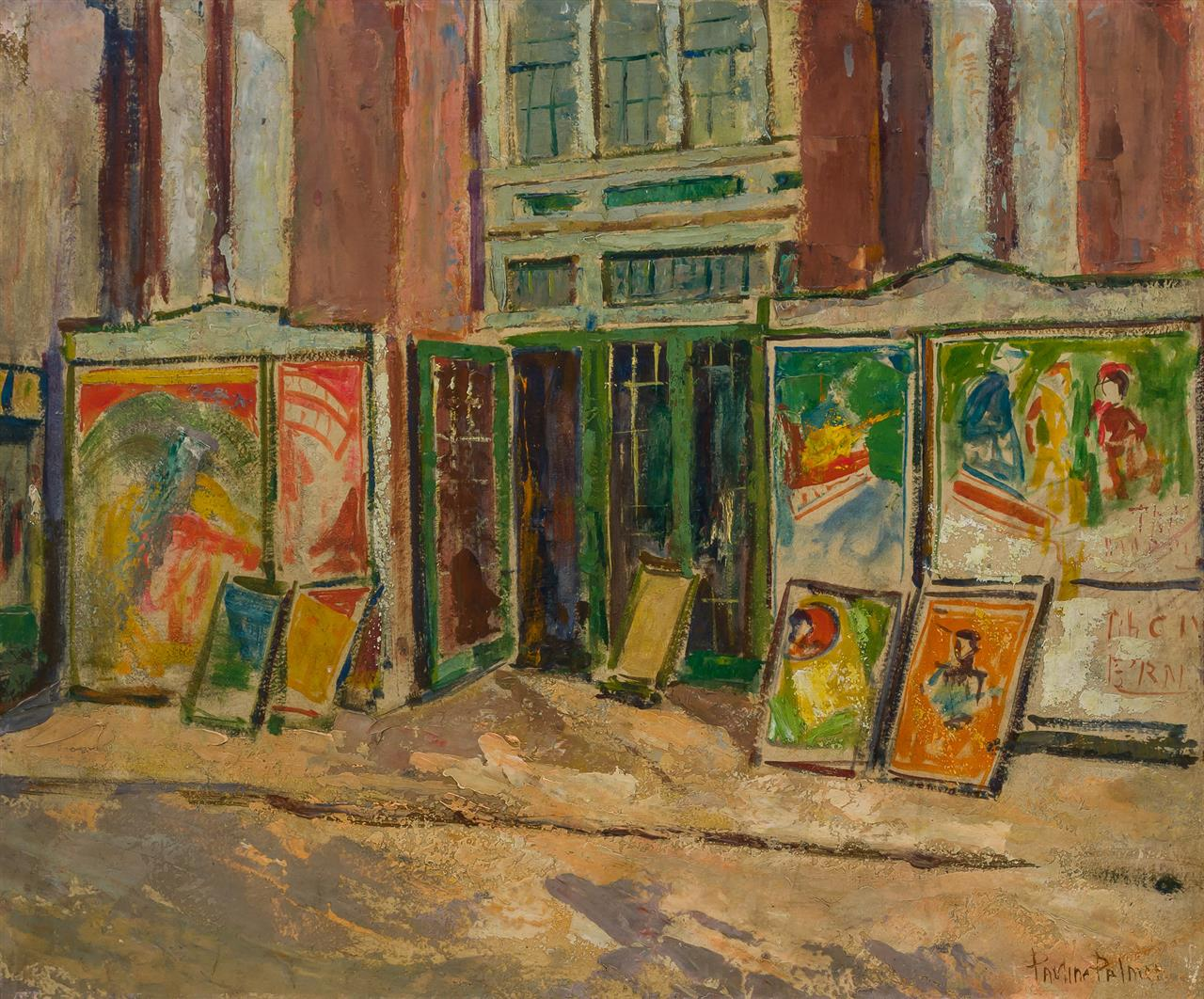
The exhibit
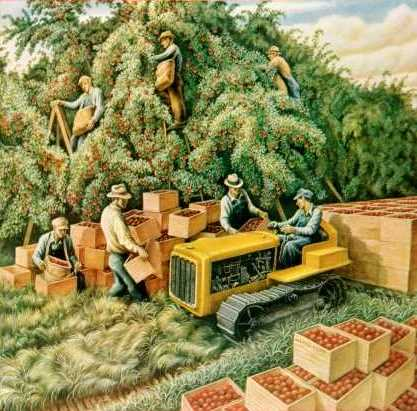
Apple Pickers
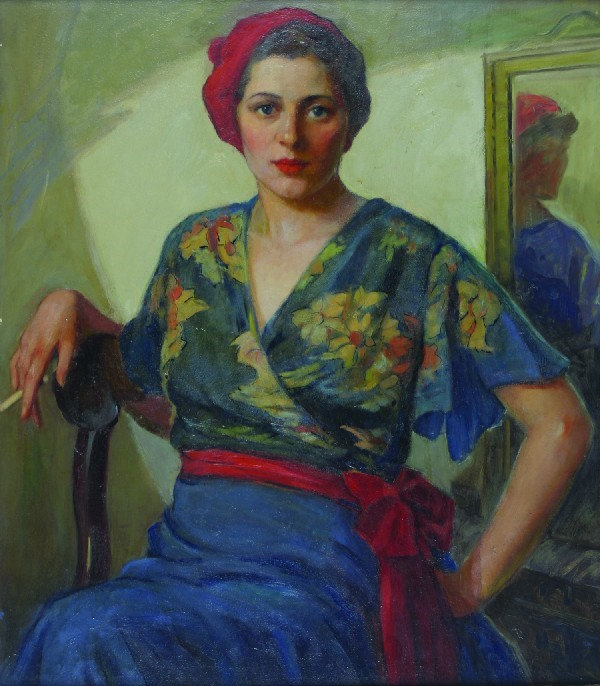
Cigarette